# Историја Словеније у старом веку
Историја Словеније у старом веку подразумева историју источне алпске области пре насељавања Словена у 6. веку. После досељавања Илира и Келта током гвозденог доба (10-4. век п.н.е), област данашње Словеније пала је почетком 1. века под власт Римљана, који су је претворили у провинције Норик и Горња Панонија. Падом Западног римског царства 476. у овим крајевима смењивала се власт Острогота, Лангобарда и Византије, да би пред досељавање Словена коначно припали држави Франака.

## Илири и Келти
Територија данашње Словеније била је насељена још током старијег и средњег каменог доба (палеолита и мезолита). Неолитско доба у источним Алпима трајало је отприлике до 1.900. године п. н. е. након чега се раширила употреба метала, а у бронзано доба кроз источне Алпе су ишли трговачки путеви из Италије ка северу и истоку. У халштатско доба (1.000-400. п. н. е.) то подручје насељавала су бројна илирска племена. Почетком 4. века п. н. е. у простор источних Алпа продрли су Келти и заједно са Илирима створили прву већу државну творевину на том подручју - Норичку Краљевину
Илирско-келтска племена у источним Алпима пала су под утицај Римљана, који су продирали у етапама, служећи се силом и ослањајући се на упоришта која су постепено стварали. Да би обезбедили осетљива источна врата на граници Падске низије и Алпа они су 181. п. н. е. основали град и колонију Аквилеју, чиме су угрозили самосталност локалних племена. Њихово потчињавање било је праћено снажним и дуготрајним отпором, који је сломљен у устанку далматинско-панонских Илира против римске владавине 6-9. године (Батонски рат).

## Римљани
Освојене територије Римљани су организовали у провинције, укључене у Илирик као већу управну јединицу. У области источних Алпа они су подизали војне логоре, изградили лимес и оснивали своје колоније. У области источних Алпа најпознатији римски војни логори били су: Аквилеја, Тергесте (Трст), Наупортус (Врхника), Емона (Љубљана), Невиодунум (Дрново код Кршког), Целеја (Celeia, Цеље), Петовио (Poetovio, Птуј), Теурнија (близу Шпитала у Корушкој), Вирунум (Цолфелд-Госпосветско поље). Када је између 105. и 107. Панонија подељена на Горњу (лат. Panonia Superior) и Доњу (лат. Panonia Inferior), Горењско, Долењско и источни део Штајерске остали су у Горњој Панонији, а остале покрајине Источноалпске области у Норику (лат. Noricum).
Покорени Келти и Илири током времена су на разне начине увучени у римску језичну и културну сферу и подвргнути романизацији; становници провинције укључивани су у римску војску и постајали браниоци римских граница. Римљани су организовали тзв. одбрану Италије и Алпа (лат. praetentura Italiae at Alpinum) на Хрушици. Подигнута су и нова утврђења, посебно дуж правца Петовио-Целеја-Емона-Аквилеја, која су требало да појачају општу сигурност. Ту спада и војни логор у Лочици у Савињској долини.

## Остроготи, Византија и Франачка
При подели Римског царства 395. Источноалпска област припала је Западном римском царству. Најезда Хуна нанела је тешка пустошења, страдали су нарочито градови Петовио и Емона. Кад је заповедник германских чета Одоакар срушио Западно Царство 476, Источноалпска област дошла је под његову власт. Поражен на Сочи 489. од остроготског краља Теодорика, изгубио је то подручје, које је ушло у састав краљевине Острогота. Остроготска држава уништена је у византијско-готском рату (535-555), па је Источноалпска област дошла под власт Византије и Лангобарда, док је подручје данашњег Горењског, Корушке и Штајерске већ било под влашћу Франака, који ће извршити снажан утицај на Словене после њиховог досељавања у источне Алпе.